# Semaine 49
D'après la norme ISO 8601, une semaine débute un lundi et s'achève un dimanche, et une semaine dépend d'une année lorsqu'elle place une majorité de ses sept jours dans l'année en question, soit au moins quatre. Dès lors, la semaine 49 est la semaine du quarante-neuvième jeudi de l'année. Elle suit la semaine 48 et précède la semaine 50 de la même année.
La semaine 49 est pratiquement toujours la semaine du 6 décembre, sauf exceptionnellement, dans le cas d'une année bissextile commençant un jeudi.
Elle commence au plus tôt le 29 novembre et au plus tard le 6 décembre.
Elle se termine au plus tôt le 5 décembre et au plus tard le 12 décembre.

## Notations normalisées
La semaine 49 dans son ensemble est notée sous la forme W49 pour abréger.
| Jour de la semaine 49 | Notation |
| --------------------- | -------- |
| Lundi                 | W49-1    |
| Mardi                 | W49-2    |
| Mercredi              | W49-3    |
| Jeudi                 | W49-4    |
| Vendredi              | W49-5    |
| Samedi                | W49-6    |
| Dimanche              | W49-7    |

## Cas de figure
| Cas | Le 31 décembre est… | L'année est une année… | Le quarante-neuvième jeudi de l'année tombe… | La semaine 49 débute… | La semaine 49 s'achève… | Premier cas après 2008 |
| --- | ------------------- | ---------------------- | -------------------------------------------- | --------------------- | ----------------------- | ---------------------- |
| 0   | Un vendredi         | bissextile DC          | Le 2 décembre                                | Le lundi 29 novembre  | Le dimanche 5 décembre  | 2032                   |
| 1   | Un jeudi            | D ou ED                | Le 3 décembre                                | Le lundi 30 novembre  | Le dimanche 6 décembre  | 2009                   |
| 2   | Un mercredi         | E ou FE                | Le 4 décembre                                | Le lundi 1er décembre | Le dimanche 7 décembre  | 2014                   |
| 3   | Un mardi            | F ou GF                | Le 5 décembre                                | Le lundi 2 décembre   | Le dimanche 8 décembre  | 2013                   |
| 4   | Un lundi            | G ou AG                | Le 6 décembre                                | Le lundi 3 décembre   | Le dimanche 9 décembre  | 2018                   |
| 5   | Un dimanche         | A ou BA                | Le 7 décembre                                | Le lundi 4 décembre   | Le dimanche 10 décembre | 2017                   |
| 6   | Un samedi           | B ou CB                | Le 8 décembre                                | Le lundi 5 décembre   | Le dimanche 11 décembre | 2011                   |
| 7   | Un vendredi         | C                      | Le 9 décembre                                | Le lundi 6 décembre   | Le dimanche 12 décembre | 2010                   |

1. 1 2 3  Dans ce cas, l'année compte une semaine 53.